# Agulla de Saboredo
L'Agulla de Saboredo és una muntanya de 2.686 metres que es troba en el terme municipal d'Alt Àneu, a la comarca del Pallars Sobirà, dins del territori de la Mancomunitat dels Quatre Pobles.
Es troba en el centre de l'extrem sud-oest tant de la Mancomunitat dels Quatre Pobles com del terme d'Alt Àneu, al sud-oest de l'estany Gelat, al sud-est de l'estany Major de Saboredo i al nord-est de l'Estany de Dalt de Saboredo, al nord-oest del Pic de Saboredo i a l'interior del Circ de Saboredo.